# Theretra margarita
Theretra margarita  es una polilla de la  familia Sphingidae. Vuela en el Territorio del norte, Queensland y Australia Occidental.
Su envergadura es de aproximadamente 50 mm. Los adultos tienen tonos ligeramente marrones en cada una de las alas delanteras, cada cual con un par de rayas, uno oscuro marrón y uno blanco, corriendo desde la base al ápice. El color de las alas traseras es marrón.

## Sinonimia
- Chaerocampa margarita (Kirby, 1877).

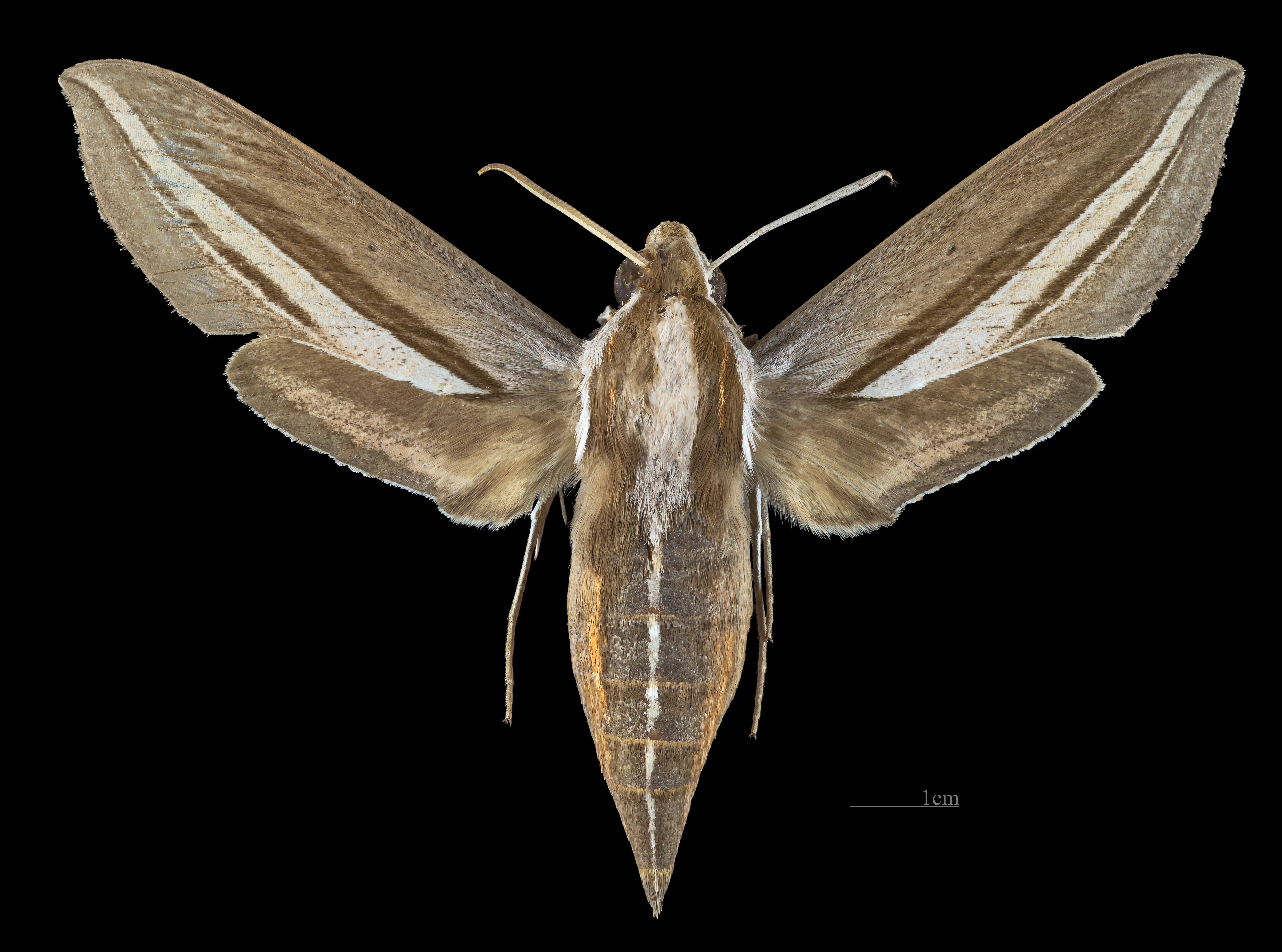
Theretra margarita   ♀
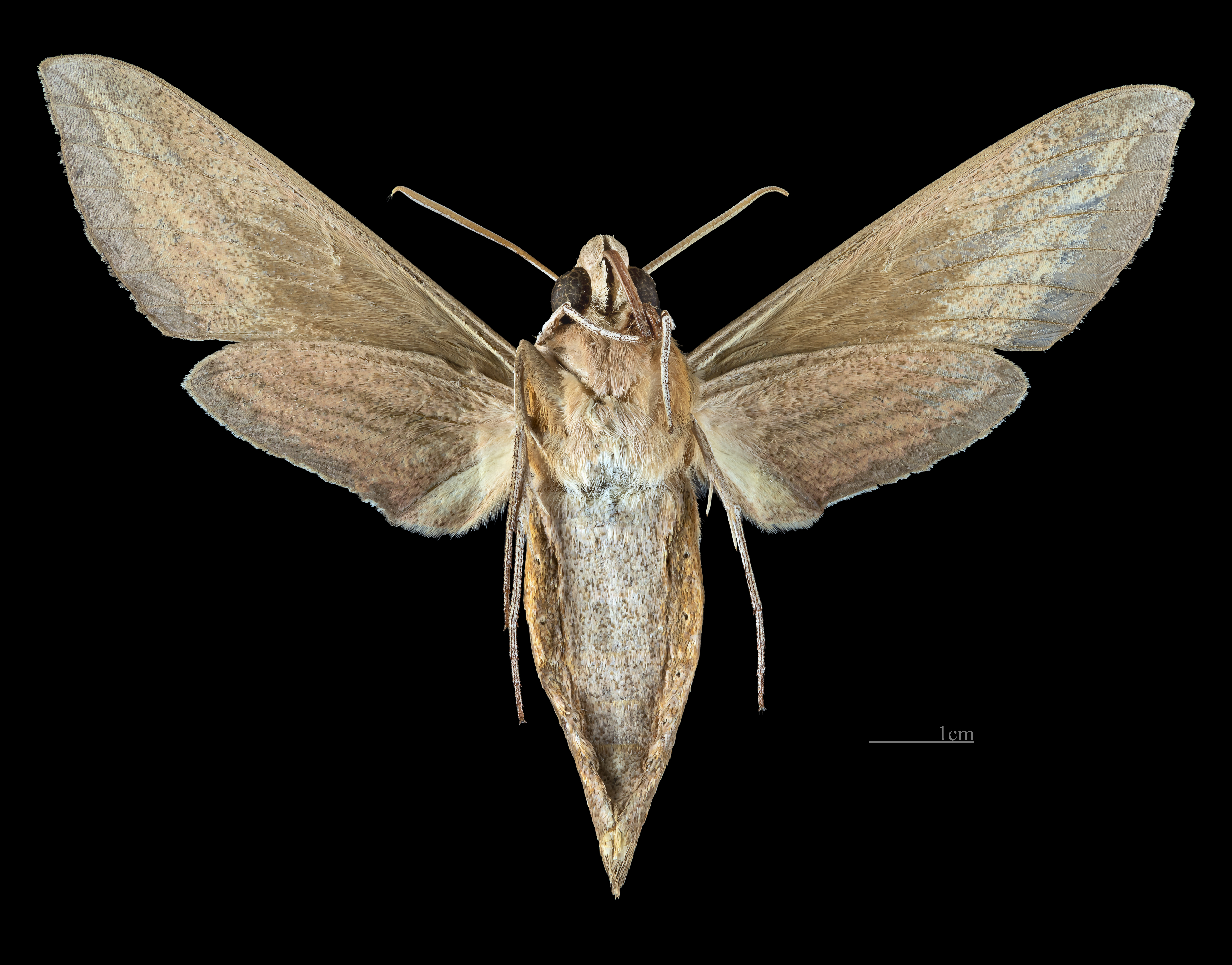
Theretra margarita   ♀ △